# 新好男孩回來了
《新好男孩回來了》（Backstreet's Back）是新好男孩組合於1997年發行的一部專輯。專輯並未在美國發行，是他們國際版同名專輯的後繼。這張專輯中的數首樂曲均在後來出版的美國版同名專輯中包含。

## 曲目
這張專輯與新好男孩的許多專輯一樣，在各地發行的版本均有所不同。通常來說，專輯的荷蘭版本被作為標准版，但是這張專輯在其他地區的附加曲目往往被插入在曲目列表中間。

### 荷蘭發行版
1. ，3:47
2. ，3:41
3. ，4:35
4. ，3:40
5. ，4:04
6. ，5:06
7. ，4:25
8. ，3:31
9. ，4:05
10. ，4:51
11. ，4:34

### 加拿大發行版
加拿大發行版中， 被從專輯《新好男孩》中移到了這張專輯的第10首曲目。

### 日本發行版
在日本發行版中， 被作為第4首加入。 這首混音則被附加在最後。

### 英國版與亞洲版
在英國版與亞洲版中， 作為第4首加入， 混音被加在第12首。

### 盒裝紀念版
專輯曾出版過盒裝紀念版，紀念版有2張，第一張與英國亞洲版相同，第二張的曲目如下：
1. ，4:07
2. ，3:32
3. ，6:47